# Brahmasutry
Brahmasutry lub Wedantasutry – starożytny hinduski traktat filozoficzny pochodzący z I bądź IV w. przed Chr. Napisał go Badarajana, stanowi podstawę filozofii wedanty.
Późniejsi wybitni myśliciele tego systemu pisali do niego komentarze, gdyż jest bardzo trudny do zrozumienia. Brahmasutry są dziełem relatywnie bardzo krótkim – składają się z tylko 555 (pięciuset pięćdziesięciu pięciu) sutr, czyli bardzo zwięzłych aforyzmów. Brahmasutry koncentrują się na Brahmanie, wymieniają epitety i cechy jakimi święte pisma hinduizmu go opisują. Spora część Brahmasutr, oprócz tematyki ściśle filozoficznej, poświęcona jest interpretacji poszczególnych doktryn zawartych w indyjskich tradycjach filozoficznych oraz polemice z innymi systemami. Brahmasutry tworzą też nową szkołę myśli hinduistycznej – wedantę i spora ich część jest poświęcona dysputom z innymi szkołami myśli indyjskiej. Brahmasutry dzielą się na cztery rozdziały – adhjaje, z których każda dzieli się na cztery krótsze części – pady.